# Karel Kludský (1864)
Karel Kludský starší (17. prosince 1864 Kardašova Řečice – 8. srpna 1927 Jirkov) byl český artista, drezér zvěře, podnikatel a cirkusový ředitel, klíčová postava českého cirkusového souboru Cirkus Kludský, svého času jednoho z největších cirkusů v Evropě, a majitel Kludského vily v Jirkově. Byl otcem Karla Kludského mladšího, který posléze převzal vedení rodinného podniku.

## Život

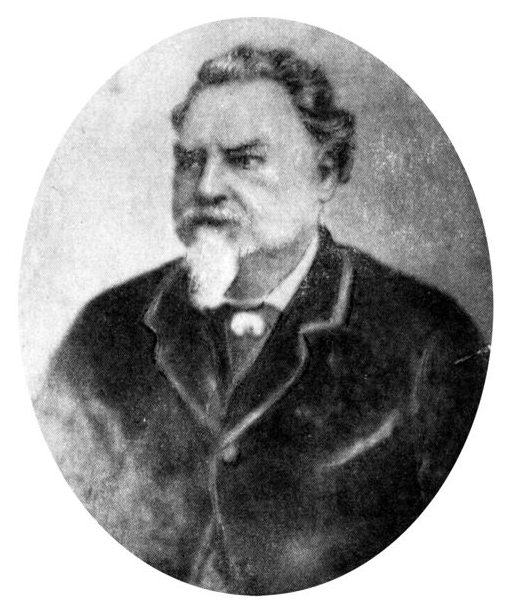
Otec Antonín Kludský

### Mládí
Narodil se v Kardašově Řečici (někdy chybně uváděna Plzeň), jako minimálně sedmý z bájných dvaceti synů potulného loutkáře a pozdějšího majitele kolotoče, cvičených zvířat a menažérie (typu zvěřince, ve své době údajně největšího v Českém království), Antonína Kludského (1829–1895), pocházejícího ze západočeské vsi Bukovník, a Marie Kludské, rozené Dubské ze Lnář. Rodina svůj původ odvozuje od polského šlechtice Augustina Poniatowského, který roku 1795 přesídlil do politického azylu v Čechách, pro což doposud neexistují relevantní historické zdroje. Oba Karlovi dědečkové, Josef Kludský a Václav Dubský, byli divadelními herci, otec Antonín provozoval kočovnou společnost s atrakcemi a drobným zvěřincem, čítajícím několik cvičených psů, opici, koně a další. Roku 1864 zakoupil pro svou společnost první slonici (nedlouho poté však uhynula), roku 1868 pak z německého cirkusu Hagenberg prvního lva, v dalších letech a s rostoucím komerčním úspěchem se zvěřinec rozrostl o další šelmy (leopard, jaguár, hyeny a další), v cirkuse sám působil jako konferenciér a drezér šelem.

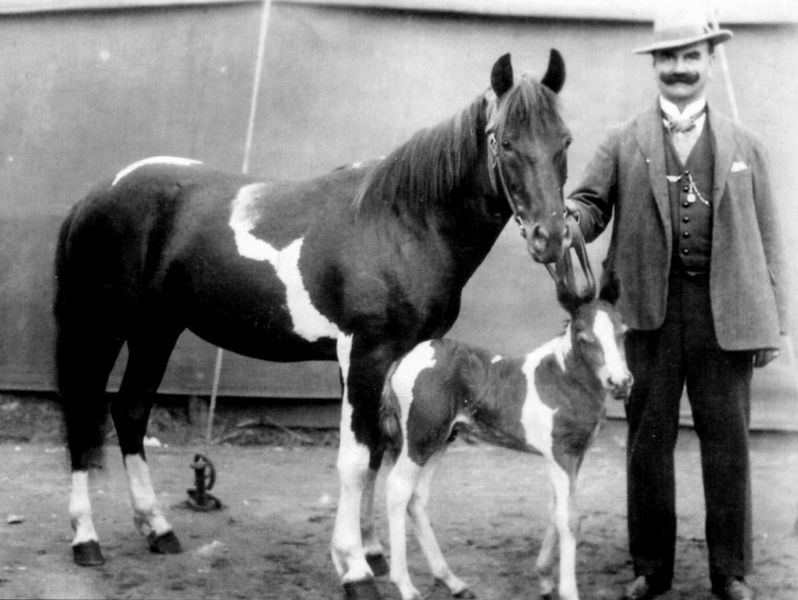
Karel Kludský starší se svými koňmi

Karel se odmala pohyboval v artistickém prostředí a od otce se učil drezérství a principy vedení cirkusového podniku. 

### Ředitelem cirkusu
V roce 1887 vystřídal Karel svého otce v čele rodinného podniku. Ten pod jeho vedením nadále rostl, již deset let poté jeho zvěřinec zahrnoval desítky šelem (30 lvů, 14 tygrů a další), dále slony, zebry, tapíry, lamy a jiné. V roce 1902 získal Kludský pro svůj soubor krasojezdeckou skupinu Cirque Wulff a vytvořil velký cirkusový hipodrom, ke kterému připojil svůj zvěřinec. V období první světové války Cirkus Kludsky vystupoval především v Rakousku-Uhersku a Itálii. Válečné události existenci souboru významně ohrozily.

### Po roce 1918
Po skončení války zřídil v roce 1920 Kludský zimoviště v Jirkově nedaleko Chomutova. Pro tyto účely zakoupil v městské části Vinařice od vdovy Melitty Kühnové luxusní vilu s rozsáhlými pozemky, kde mohl být soubor a jeho příslušenství umístěno. Vstupní brána vily byla pak osazena majestátními sochami lva a lvice. Budova posléze vešla ve známost jako Kludského vila.
V roce 1925 představil ve Vídni pod stanem s kapacitou 10 000 míst celkem 42 cirkusových představení na 3 drahách a 2 scénách. Při plném transportu celého cirkusu muselo být použito až 50 železničních vagonů.

### Úmrtí
Karel Kludský starší zemřel 8. srpna 1927 v Jirkově ve věku 62 let. Tělo bylo pak uloženo v hrobce na městském hřbitově v Jirkově.

Vedení cirkusu následně převzali jeho synové Karel mladší a Rudolf. V roce 1929 měl Cirkus Kludský ve svém zvěřinci asi 700 zvířat. V roce 1934, patrně s přičiněním Velké hospodářské krize, pak cirkus zkrachoval. V následné aukci zakoupili 16 z 24 slonů ze stájí Kludských cirkusoví ředitelé bratři Amarové.

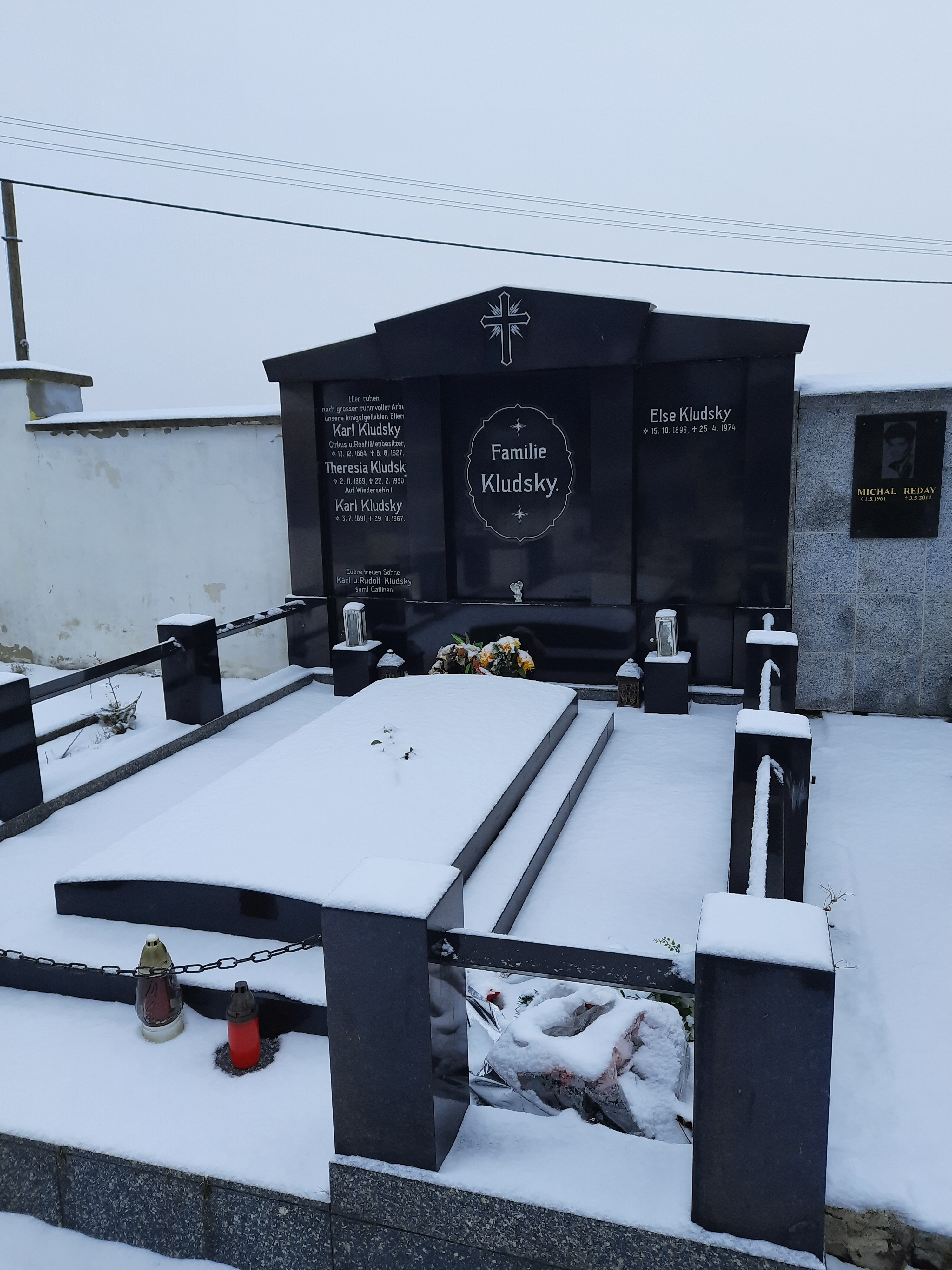
Hrobka Kludských na Městském hřbitově v Jirkově

### Rodinný život
Karel Kludský starší se 26. 10. 1887 v Bruntále oženil s Theresií Kneisel (2. listopadu 1869 – 22. února 1930), s níž počal několik dětí. Jeho synové Karel Kludský mladší (1891–1967) a Rudolf Kludský (1893–1960) po jeho smrti převzali vedení rodinného podniku.

### V umění
Kludského cirkus je zmiňován v románu Eduarda Basse Cirkus Humberto a údajně rodinný příběh cirkusové dynastie Basse přímo ke vzniku díla inspiroval.